# Солдатик (фильм)
«Солдатик» — основанный на реальных событиях военно-драматический фильм режиссёра Виктории Фанасютиной, повествующий о волнующих и героических событиях, которые произошли в жизни героя Великой Отечественной войны, шестилетнего Серёжи Алёшкова. Премьера ленты состоялась 22 февраля 2019 года в Центральном доме кинематографистов.

## История
Фильм снят по мотивам биографии шестилетнего Серёжи Алёшкова, участника Великой Отечественной войны, сына 142-го гвардейского стрелкового полка 47-й гвардейской стрелковой дивизии. В ноябре 1942 года вместе с полком попал под Сталинград. Там он спас своего нового отца, командира полка Михаила Даниловича Воробьёва, под обстрелом позвав на помощь и приняв участие в откапывании заваленного блиндажа. За этот подвиг был награждён медалью «За боевые заслуги».
Вместе с полком Серёжа Алёшков дошёл до Польши, откуда в 1944 году по требованию командарма Василия Чуйкова был отправлен в Тульское суворовское военное училище.

## Сюжет
Испуганного маленького Серёжу Алёшкова, потерявшего всех своих родных после налёта немецких самолётов и бежавшего от проникших в родную деревню фашистов в лес, обнаруживают советские разведчики.
Попав в действующую армию, он сталкивается с суровыми фронтовыми реалиями. Окружающие шестилетнего мальчика военные, дабы в таких страшных условиях сохранить его детство, стали играть с ним в солдатика. Серёжа очень хотел соответствовать почётному званию защитника Родины, поэтому, несмотря на все свои детские проказы, изо всех сил старался быть храбрым и мужественным в самых опасных ситуациях.
На войне парень не утратил веру в людей, сохранив весёлый нрав и детскую непосредственность. Он стал настоящим любимцем своего полка и обрёл на фронте новую семью.

## В ролях
| Актёр                  | Роль              |
| ---------------------- | ----------------- |
| Андрей Андреев         | Серёжа Алёшков    |
| Виктор Добронравов     | командир Кузнецов |
| Дарья Урсуляк          | медсестра Катя    |
| Андрей Новик           | разведчик Андрей  |
| Зураб Миминошвили      | ординарец Резо    |
| Ольга Колокольцева     | медсестра Лиза    |
| Александра Комиссарова | медсестра Рита    |
| Николай Кучиц          | Егор Степанович   |
| Иван Щетко Иван        | повар Петрович    |
| Андрей Душечкин        | Фёдор Михайлович  |
| Василий Козлов         | замполит Одинцов  |
| Виктор Молчан          | генерал Осташёв   |

| Актёр               | Роль                |
| ------------------- | ------------------- |
| Михаил Зуй          | заводчик собак Коля |
| Андрей Ковальчук    | Мещерский           |
| Светлана Кожемякина | мама Серёжи         |
| Юлианна Михневич    | тётка Анисья        |
| Анатолий Калмыков   | Яков Моисеевич      |
| Кирилл Янович       | Артёменко           |
| Василий Гречухин    | Соколов             |
| Сергей Ефремов      | связист             |
| Андрей Климович     | разведчик Иван      |
| Антон Жуков         | разведчик Жора      |
| Михаил Клименко     | водитель Михеев     |

## Призы и номинации
- Лауреат — XXVII Всероссийский кинофестиваль «Виват кино России!» — Приз «Зрительских симпатий»
- Лауреат — XIV Международный кинофестиваль «Кино -детям» — Главный приз фестиваля, лучший игровой фильм фестивальной программы «Во славу Отчизны»
- Лауреат — XI Международный кинофестиваль «От всей души» — Специальный Приз жюри «Лучшая режиссёрская работа»
- Лауреат — VI Международный кинофестиваль «Отцы и дети» — Гран При, Приз «За лучшую мужскую роль», Приз «Лучшая музыка к фильму»
- Лауреат — VII Международный кинофестиваль «Ноль плюс» — Специальный Приз
- Лауреат — Фестиваль «Визуальных искусств» «Лучший сценарий», «Лучшая роль»
- Лауреат — Международный кинофестиваль детского и семейного кино «В кругу семьи» — Приз «Лучший фильм» в детское кино, Приз «Лучшая роль»
- Лауреат — V Международный кинофестиваль «Восемь женщин» — Специальный Приз
- Лауреат — XXI Всероссийский Шукшинский фестиваль — «За продолжение лучших традиций отечественного детского кино»
- Лауреат — Кинофестиваль «Радуга» — «Лучший игровой фильм», «Приз зрительских симпатий»
- Лауреат — Открытый кинофестиваль детского и семейного кино «Солнечный остров» — Приз «Лучший актёр», Приз «За музыкальное воплощение»
- Лауреат — XXVII Открытый фестиваль «Киношок» — Приз «Лучший юный актёр»
- Лауреат — Международный теле-кинофорум «Вместе» — Приз «Лучшая женская роль»
- Лауреат — XIII Международный кинофестиваль исторических фильмов «Вече» — «Приз зрительских симпатий»
- Лауреат — V Международный кинофестиваль духовно-нравственного содержания «Владимир» — Приз «Зрительских симпатий», «Специальный Приз»
- Лауреат — Детский Благотворительный кинофестиваль «Киномай» — «Специальный Приз»
- Лауреат — VI Международного кинофестиваля «Золотая башня», Приз «За лучшую мужскую роль»
- Лауреат — Кинофестиваль им. Ивана Мозжухина «Мужская роль» «Специальный Приз» «За вклад в патриотическое воспитание молодежи»
- Лауреат — V Фестиваль «Династия» им. Павла Кадочникова " — Гран При, номинация «Взрослые дети»
- Номинант — III Всероссийский Телевизионный конкурс «ТЭФИ-Летопись Победы», «Лучшая режиссура»
- Лауреат III Всероссийский Телевизионный конкурс «ТЭФИ-Летопись Победы», Приз «Лучшая женская роль» (Дарья Урсуляк)
- Winner — Festival del cinema al Milano — Migliore Prix (Италия)
- Winner — Festival «Near the Nazareth» Prix (Израиль)